# North Brother Island

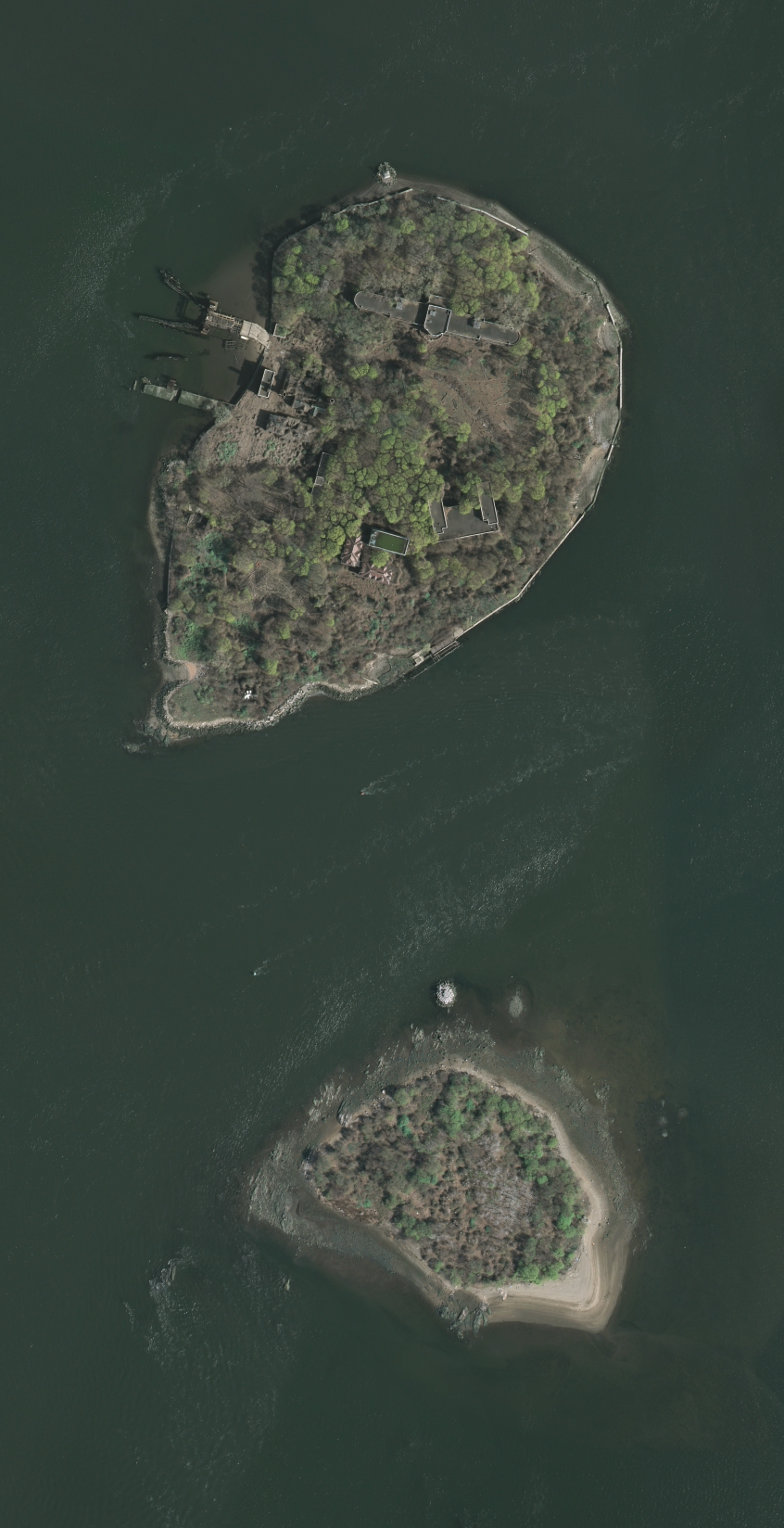
North Brother y South Brother Islands.

La isla hermano del norte o North Brother Island es una pequeña isla del East River, situada entre el Bronx y Rikers Island, en Nueva York. En la actualidad se encuentra deshabitada y considerada como santuario de pájaros, aunque llegó a albergar un hospital. Mide aproximadamente 400 por 250 metros. A 500 m al sur se encuentra su homónima, South Brother Island, junto con la que suma una superficie de 81.400 m².

## Historia
La isla estuvo deshabitada hasta 1885, fecha en la que el Riverside Hospital se trasladó  desde Blackwell's Island (actual Roosevelt Island). El Riverside Hospital, fundado en la década de 1850, era un hospital especializado en el tratamiento y aislamiento de pacientes infectados por la viruela, aunque más tarde se utilizaría para la puesta en cuarentena de pacientes de otras enfermedades contagiosas.
El 15 de junio de 1904, el General Slocum se hundió en las costas de la isla, debido a un incendio a bordo, causando la muerte de más de 1000 personas, tanto a consecuencia del fuego como por ahogamiento. 
Mary Mallon estuvo en cuarentena en esta isla durante dos décadas hasta su defunción en 1938. El hospital cerró sus puertas poco tiempo después. 
Después de la Segunda Guerra Mundial, la isla acogió a veteranos de guerra, y sus familias, que estudiaban en las universidades cercanas. Pero la isla fue otra vez abandonada cuando la escasez de viviendas asoló el país.
En los años 50, se abrió un centro destinado a jóvenes drogadictos. El establecimiento pretendía ser el primero de proponer al mismo tiempo el tratamiento, la rehabilitación y la educación de los jóvenes toxicómanos. Se trataron mayormente a adictos a la heroína, quienes no saldrían de la isla hasta que no estuvieran curados. A principio de los años 60, el centro cerró debido al alto nivel de corrupción del personal del hospital y la reincidencia de los pacientes.
La isla actualmente se encuentra abandonada y está cerrada al público debido a que albergaba una de las colonias de martinetes comunes más grandes del mundo. Aunque dicha especie abandonó la isla en 2008, por razones desconocidas. Los edificios de los hospitales siguen de pie dentro del denso bosque que ha seguido creciendo a su alrededor, aunque éstos se encuentran muy deteriorados, estando algunos incluso en peligro de derrumbamiento.